# Вютрих, Грегори
Грегори Квези Вютрих (нем. Gregory Kwesi Wüthrich; родился 4 декабря 1994 года в Берне, Швейцария) — швейцарский футболист, защитник клуба «Янг Бойз» и сборной Швейцарии.

## Клубная карьера
Грегори Вютрих воспитанник академии футбольного клуба «Янг Бойз». Профессиональный дебют в Швейцарской Суперлиге состоялся 2 февраля 2014 года в матче против команды «Тун», где его команда одержала победу. В первом сезоне Грегори провел всего 8 матчей. В сезоне 2014/15 футболист отправился в аренду в «Грассхоппер».
18 сентября 2019 года Вютрих перебрался в Чемпионат Австралии, присоединившись к клубу «Перт Глори».
7 августа 2020 года Грегори Вютрих подписал контракт с австрийским клубом «Штурм» сроком на пять лет.